# Гаубица-пушка

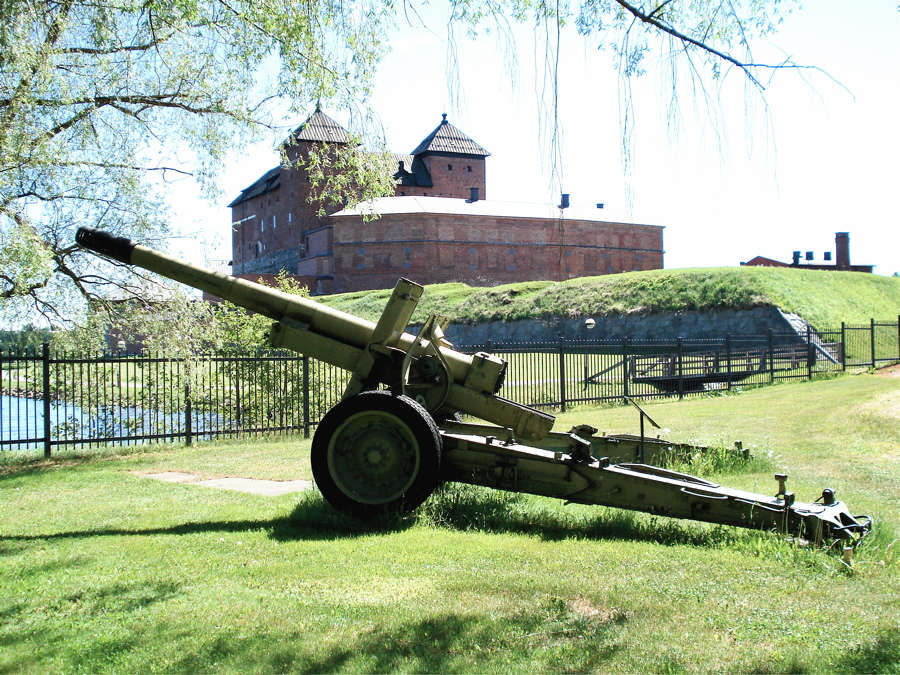
152-мм гаубица-пушка обр. 1937 года (МЛ-20) в музее Хямеэнлинна, Финляндия

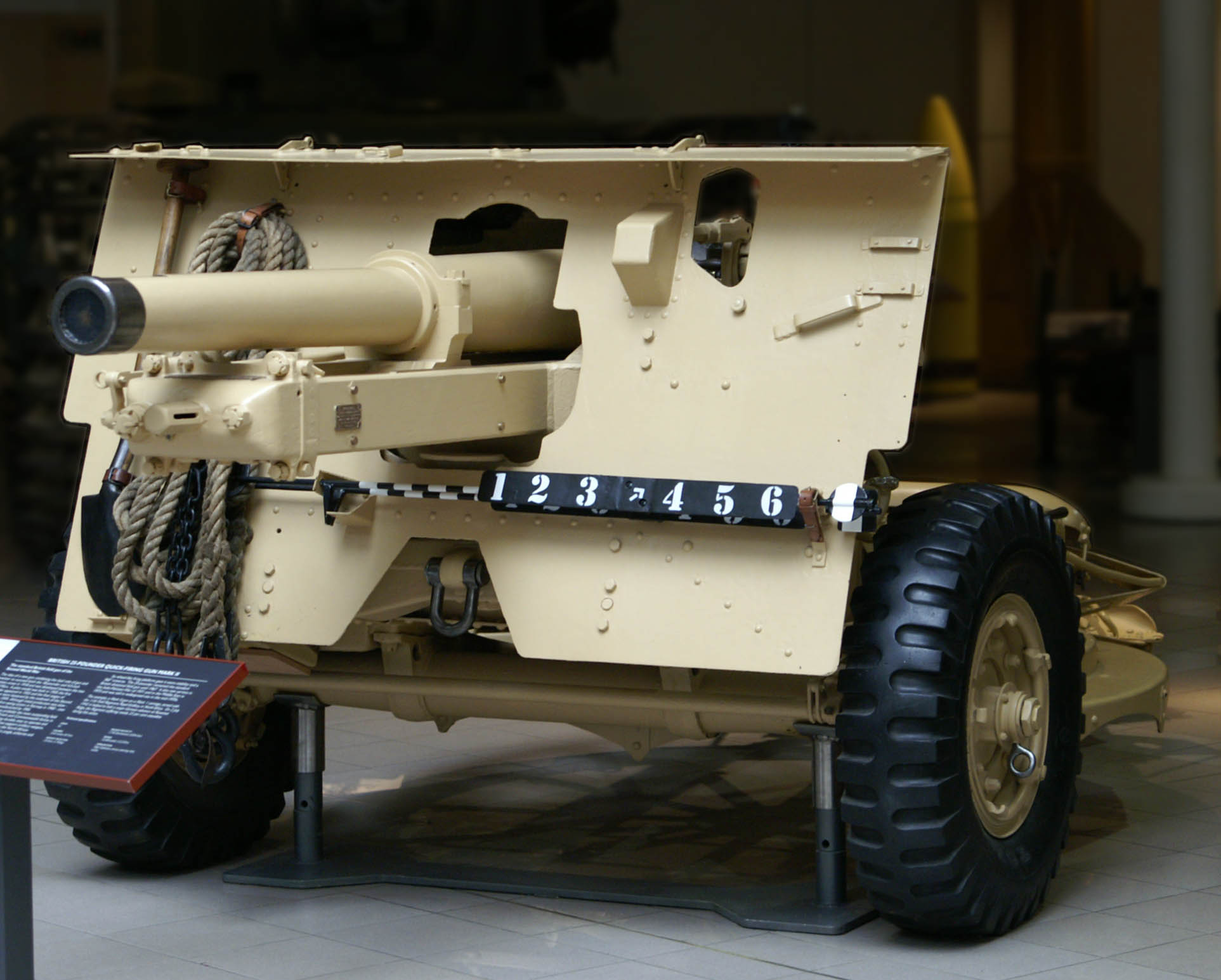
25-фунтовая пушка-гаубица Quick firing Mark II в Imperial War Museum, Лондон

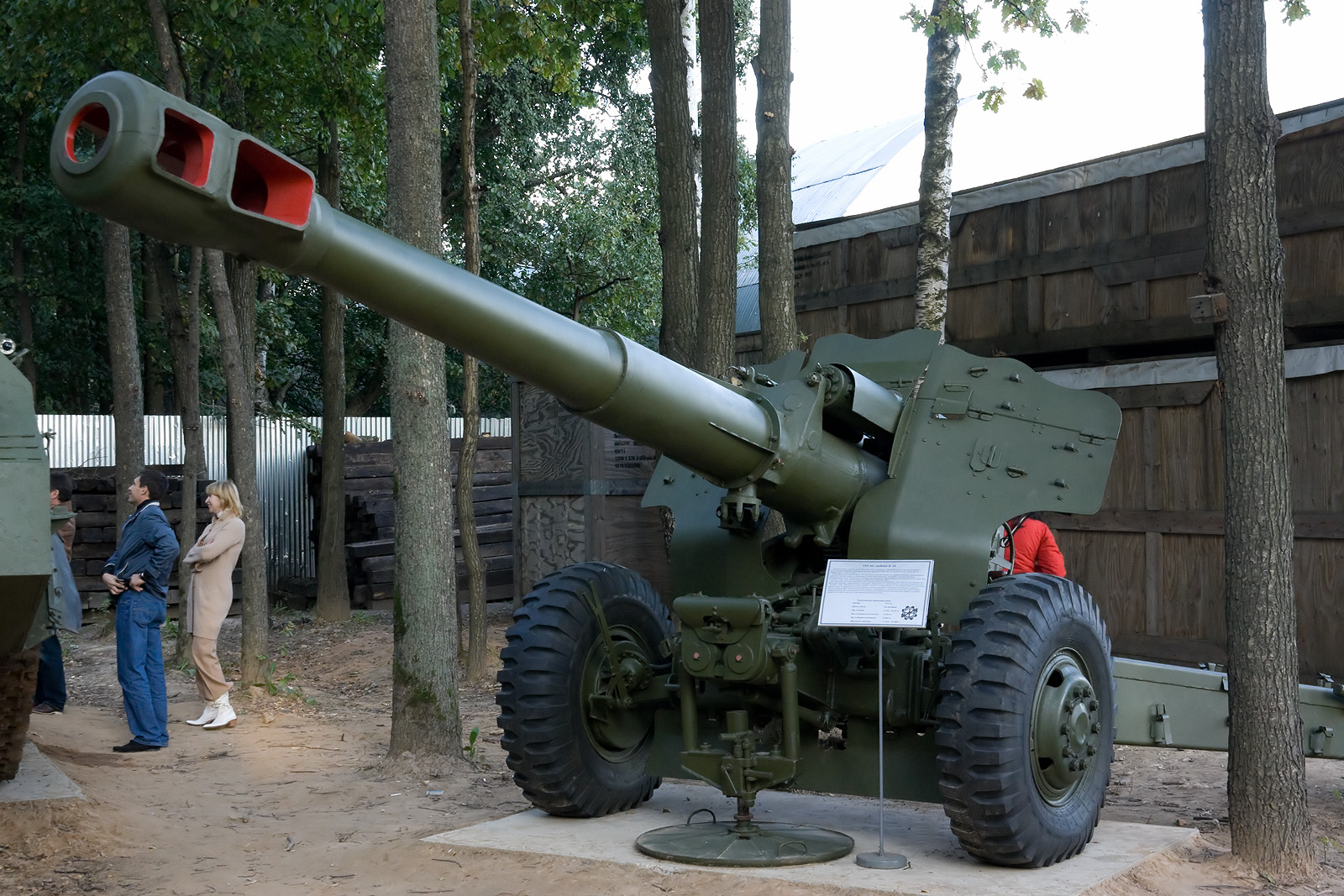
152 мм пушка-гаубица Д-20. Музей техники, Архангельское, Московская обл.

Гаубица-пушка или Пушка-гаубица — артиллерийское орудие, способное выполнять функции как гаубицы, стреляющей преимущественно по навесной траектории, так и пушки, стреляющей преимущественно по настильной траектории или даже прямой наводкой. 
С гаубицей это орудие сближает большой угол возвышения (порядка 60°—70°) и использование раздельного заряжания с переменным зарядом. С пушкой — значительная длина ствола (не менее 24 калибров для гаубицы-пушки и более 30 для пушки-гаубицы) и, соответственно, высокая начальная скорость. Обычно (но не всегда) имеет крупный калибр — 120 мм и более.

## История
Термин использовался преимущественно в СССР в 1930-е — 1960-е годы. Фактически он был введён в классификацию для одного орудия — 152-мм гаубицы-пушки образца 1937 года (МЛ-20). В русской, а в первое время и в Красной армии пушки весьма сильно отличались от гаубиц по длине ствола и максимальному углу возвышения и проблем с классификацией не возникало. Например, 107-мм пушка образца 1910/30 годов имела длину ствола 38 калибров и максимальный угол возвышения 37°, а 122-мм гаубица образца 1910/30 годов имела длину ствола 12,8 калибров и максимальный угол возвышения 45°. Однако в 1930-х годах в Союзе ССР было решено модернизировать 152-мм осадную пушку образца 1910 года с целью увеличения её дальности стрельбы. В ходе модернизации угол возвышения увеличился до 45°. Орудие продолжало называться пушкой (официальное название 152-мм пушка образца 1910/34 годов), но его гаубичные свойства стали столь явными, что даже в служебных документах это орудие называлось гаубицей. Дабы избежать путаницы, для нового орудия был придуман специальный термин «гаубичная пушка», который вскоре сократили до «гаубица-пушка».
Область боевого применения гаубицы-пушки является очень широкой и одновременно сочетает в себе возможности гаубицы (борьба с открыто расположенной и укрытой живой силой и полевой фортификацией противника) и пушки (борьба с бронетехникой и долговременной фортификацией, стрельба на дальние дистанции). Однако у гаубицы-пушки отдаётся предпочтение гаубичным свойствам (лучшие возможности по навесному огню), а при преобладании пушечных свойств универсальное орудие будет классифицироваться как пушка-гаубица.
Совмещение свойств двух типов орудий в одном орудии является сложной технической задачей, решение которой требует мастерства и даже таланта со стороны артиллерийского конструктора. Очень часто универсальные орудия получались гораздо худшими, чем специализированные, и из-за этого на вооружение не принимались. Поэтому существует очень мало широкоизвестных представителей класса гаубиц-пушек. Однако среди них есть два орудия, признанных шедеврами мировой конструкторской артиллерийской мысли: это лёгкая 25-фунтовая английская гаубица-пушка и советская тяжёлая 152-мм гаубица-пушка образца 1937 года (МЛ-20). 
Также гаубицей-пушкой можно считать германскую мортиру 21 cm Mrs.18 (длина ствола 31 калибр и максимальный угол возвышения 70°)). 
Близка к этому классу орудий германская гаубица 15 cm s.F.H.42 (длина ствола 32,5 калибра, максимальный угол возвышения 45°). Как пушка-гаубица классифицировалось советское 152-мм орудие Д-20, иногда к этой категории относили 122-мм пушку образца 1931/37 гг (А-19). Также явно являются пушками-гаубицами германская 17 cm K.Mrs.Laf и ряд других мощных пушек с углами возвышения порядка 45—50°.
Иногда как гаубицы-пушки классифицируют лёгкие пехотные (полковые) орудия вроде 7,5 cm leIG 18, что трудно признать обоснованным, поскольку эти орудия имели небольшую длину ствола (менее 20 калибров). Также не являются гаубицами-пушками крупнокалиберные зенитные орудия и универсальные пушки типа Ф-22, поскольку они не имеют раздельно-гильзового заряжания и переменного заряда.
В настоящее время термин гаубица-пушка имеет исключительно историческое значение, поскольку практически все современные гаубицы имеют ствол значительной длины и, таким образом, являются гаубицами-пушками. Так, например, современная 152-мм буксируемая гаубица 2А65 «Мста-Б» имеет ствол длиной 47 калибров и максимальный угол возвышения 70°.